# Вибори Президента України 2014
Вибори Президента України 2014 — позачергові вибори Президента України, що відбулися 25 травня 2014 року. Спочатку були заплановані як чергові на 2015 рік, але призначені на раніший термін у зв'язку з самоусуненням Віктора Януковича з поста Президента України 22 лютого 2014 року.
Орієнтовна кількість виборців, які мали право голосу на президентських виборах 2014, становить 35,5 млн осіб, кількість виборців, внесених до списку виборців на момент закінчення голосування — 30 099 246 осіб, кількість виборчих дільниць — 33674.
За офіційними даними, після опрацювання 100,00 % протоколів: Петро Порошенко набрав 54,70 % серед тих, хто взяв участь у голосуванні, Юлія Тимошенко — 12,81 %, Олег Ляшко — 8,32 %, Анатолій Гриценко — 5,48 %.

## Законодавчі положення
Порядок виборів Президента України визначається відповідними статтями чинної Конституції України, а також Законом України «Про вибори Президента України».
Стаття 103. Президент України обирається громадянами України на основі загального, рівного і прямого виборчого права шляхом таємного голосування строком на п'ять років.
Президентом України може бути обраний громадянин України, який досяг тридцяти п'яти років, має право голосу, проживає в Україні протягом десяти останніх перед днем виборів років та володіє державною мовою. Одна й та сама особа не може бути Президентом України більше ніж два строки підряд.
Стаття 104. Новообраний Президент України вступає на пост не пізніше ніж через тридцять днів після офіційного оголошення результатів виборів, з моменту складення присяги народові на урочистому засіданні Верховної Ради України.

## Оголошення та підготовка до виборів
Відповідно до Конституції України, чергові вибори Президента України мали відбутися 29 березня 2015 року.
21 лютого 2014 року, після трьох місяців акцій протесту, владою та опозицією за посередництвом іноземних політиків було підписано угоду про врегулювання політичної кризи. Одним з пунктів цієї угоди було проведення дострокових виборів одразу після прийняття нової Конституції України, але не пізніше грудня 2014 року.
22 лютого, після втечі Віктора Януковича з Києва у невідомому напрямку, Верховна Рада постановила, що президент України у неконституційний спосіб самоусунувся від здійснення конституційних повноважень та є таким, що не виконує своїх обов'язків, і призначила позачергові вибори президента на 25 травня 2014 року. Другий тур виборів, у разі необрання президента у першому турі, мав відбутися 15 червня.
25 лютого 2014 року — офіційний початок виборчої кампанії. На проведення виборів Верховна Рада виділила 1 млрд 965 млн грн.

### Передвиборча кампанія
З початком виборчої кампанії за даними соціологічних опитувань фаворитами виборів вважалися Петро Порошенко, Віталій Кличко та Юлія Тимошенко. Проте 29 березня Віталій Кличко оголосив про своє рішення не брати участі у президентських виборах, мотивувавши доцільністю висунення єдиного кандидату від демократичних сил, і припустивши, що найвищу підтримку серед таких кандидатів має Петро Порошенко.
Напередодні виборів Савік Шустер пропонував організувати дебати між двома найрейтинговішими кандидатами — Ю. Тимошенко та П. Порошенком у програмі «Шустер LIVE», проте Порошенко уникнув участі в дебатах. Пізніше Порошенко пояснив свій вчинок в інтерв'ю Катерині Осадчій у програмі «Світське життя»: «Я не беру участь в комерційних проплачених шоу, а в усіх дебатах я обов'язково брав і буду брати участь. Не треба їх проплачувати, і не треба їх так організовувати. Я не хочу зараз влаштовувати собачі бої в умовах, коли Україна на війні… Але коли країна воює, політикам не варто влаштовувати собачі бої. Політикам треба триматися разом».

### Проблеми при підготовці виборів
Через анексію Криму та Севастополя Росією проведення виборів на території Автономної Республіки Крим та міста Севастополя виявилося неможливим. Однак, близько 6 тисяч кримчан мали можливість проголосувати в інших регіонах України.
За словами так званого голови ЦВК терористичної організації Донецька народна республіка Романа Лягіна, вибори Президента України у Донецькій області не відбудуться. Також у Луганській області озброєними прихильниками самопроголошеної Луганської народної республіки були здійснені напади на окружні виборчі комісії (ОВК № 108 у м. Краснодон).
Станом на переддень виборів повідомлялося про 17 окружних комісій, що не змогли розпочати свою роботу.

## Хід голосування
За повідомленням голови Центральної виборчої комісії Михайла Охендовського, переважна більшість виборчих дільниць в Україні на позачергових виборах 25 травня відкрилися вчасно. Лише на Донбасі не відкрилися більше половини дільниць, у Луганській області вибори проходили у 2 округах із 12, у Донецькій — в 7 з 22. У Луганській області в голосуванні взяли участь мешканці 4 районів Біловодсько ОВК № 114, 6 районів Сватівської ОВК № 115; через побоювання нападів сепаратистів жодної виборчої дільниці не було відкрито на території Слов'яносербського та Станично-Луганського районів.
Виконувач обов'язків Президента України Олександр Турчинов заявив, що у Донецькій області може запрацювати восьма окружна виборча комісія. Заступник голови ЦВК Жанна Усенко-Чорна повідомила, що станом на 14.30 ОВК було відкрито, однак вона не повідомила, на якому саме окрузі розпочалося голосування.
| ВО    | область   | центр округу   | відкрито дільниць | частка |
| № 114 | Луганська | Біловодськ     | 98 з 197          | 49,7 % |
| № 115 | Луганська | Сватове        | 186 з 200         | 93,0 % |
| № 47  | Донецька  | Олександрівка  | 19 з 114          | 16,7 % |
| № 49  | Донецька  | Добропілля     | 77 зі 100         | 77,0 % |
| № 50  | Донецька  | Красноармійськ | 55 зі 130         | 42,3 % |
| № 58  | Донецька  | Маріуполь      | 112 зі 116        | 96,6 % |
| № 59  | Донецька  | Маріуполь      | 90 зі 100         | 90,0 % |
| № 61  | Донецька  | Волноваха      | 60 зі 123         | 48,8 % |
| № 62  | Донецька  | Старобешеве    | 40 зі 140         | 28,6 % |

У Донецьку, Луганську та Слов'янську голосування не відбувалося, оскільки на виборчі дільниці цих міст виборчі бюлетені не було доставлено. В індустріальному технікумі Донецька по вул. Челюскінців, 159 виборча дільниця була відкрита 10 хвилин, однак була вимушена зачинитися під тиском 17 озброєних чоловік. У Докучаєвську сепаратисти захопили усі виборчі дільниці.
Повідомлялося, що станом на 8:45 у Донецькій області було відкрито 308 виборчих дільниць з 2430, о 9:30 — 426 виборчих дільниць; станом на 11:30 кількість виборчих дільниць на Донеччині збільшилась до 514. Станом на 15:00 голосування у Донецькій області відбувалося на 528 виборчих дільницях.
Близько 16 години сепаратисти захопили 4 виборчі дільниці у Новоайдарі, в результаті чого між силовиками та сепаратистами спалахнув бій. В результаті було ліквідовано 2 бойовика та 14 затримано.
Керівництво терористичних організацій «ДНР» і «ЛНР» завчасно оголосили про недопущення виборів президента України на підконтрольних їм територіях. В результаті у Луганській області вибори проходили лише у 2 округах із 12, у Донецькій — в 7 з 22.

### Явка виборців

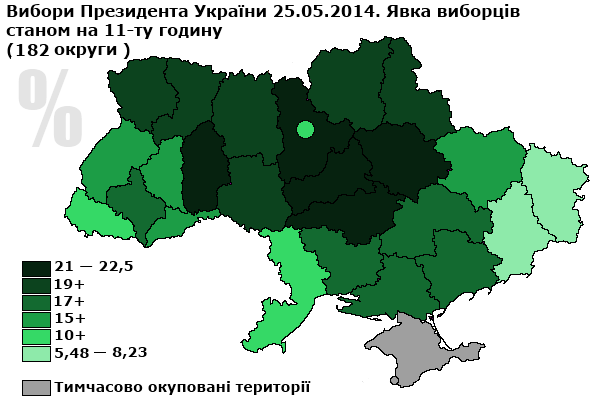
Явка на виборах Президента України 25.05.2014 станом на 11:00

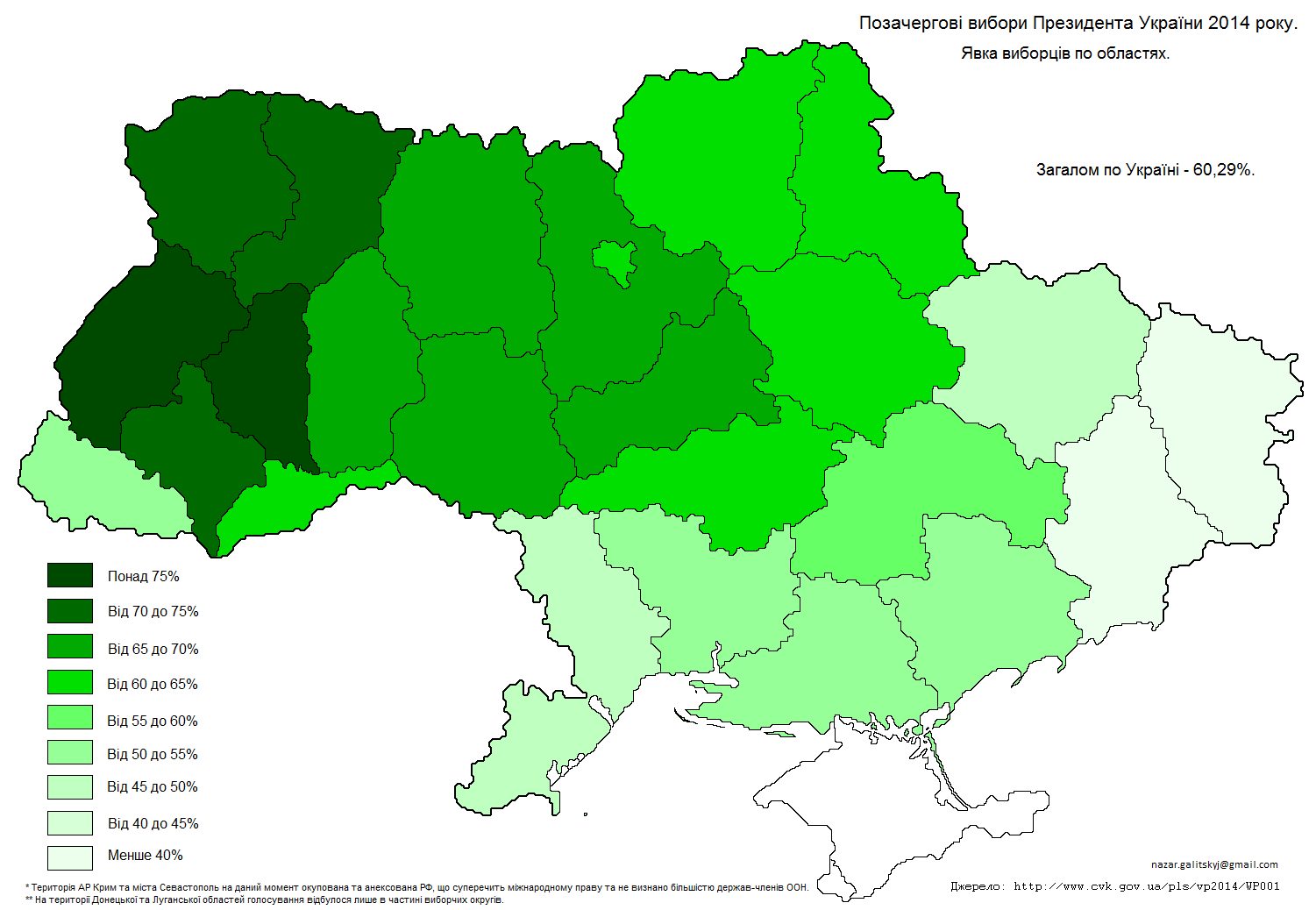
Явка виборців на виборах Президента України 2014 за областями

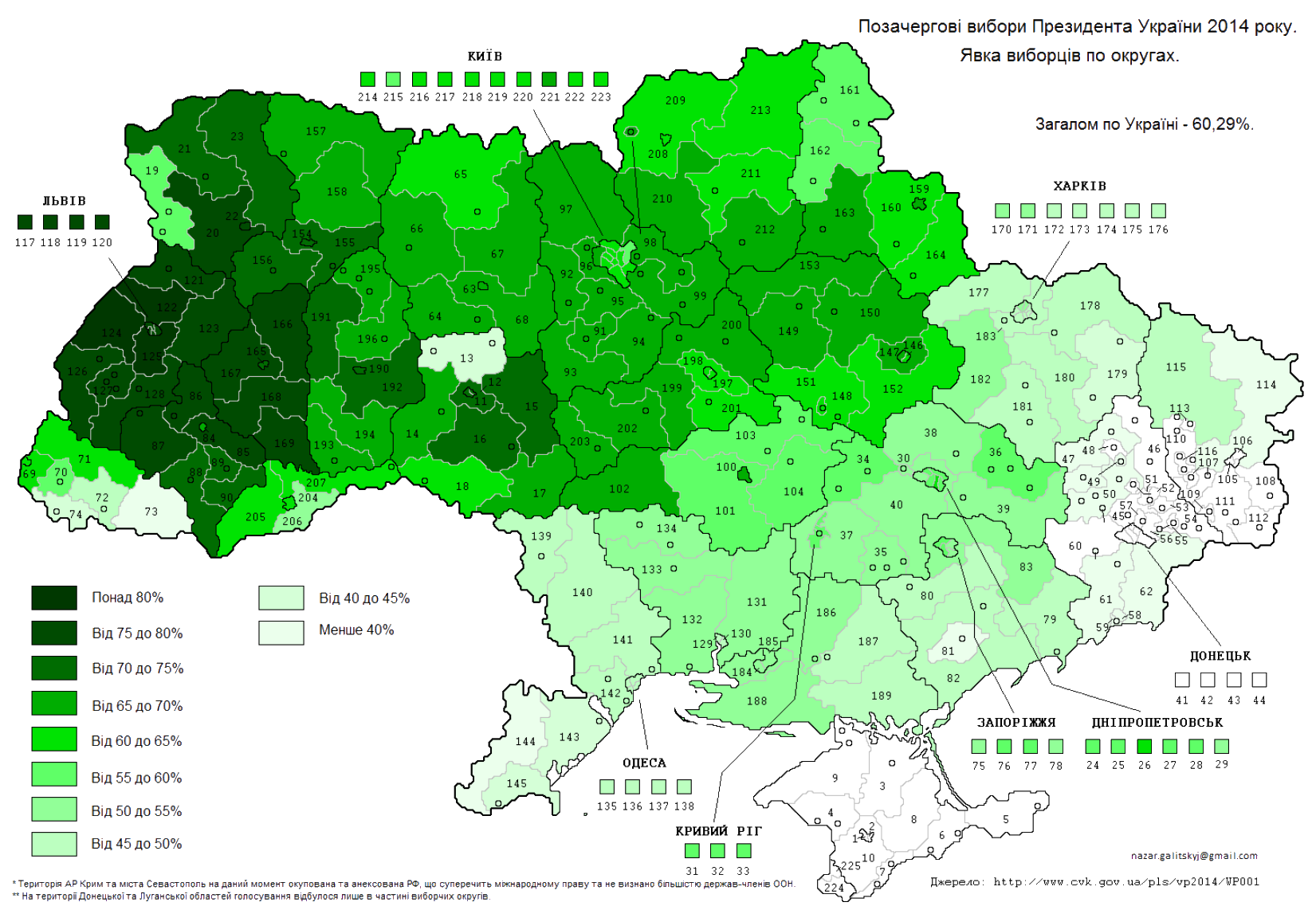
Явка виборців на виборах Президента України 2014 за округами

Станом на 11 годину явка виборців по Україні становила 17,6 %, найвища — у Київській (23,3 %) та Кіровоградській (22,1 %) областях, найнижча — у Донецькій (5,2 %) та Луганській (8,9 %).
Станом на 15 годину явка становила 40,4 %, найвища — у Волинській та Рівненській областях (понад 50 %), найнижча — у Донецькій (10,8 %) та Луганській (17,1 %) областях.
Станом на 20 годину явка становила 59,5 %, найвища — у Львівській (78,2 %) та Тернопільській областях (76,6 %) областях, найнижча — у Донецькій (15,1 %) та Луганській (38,9 %) областях.
| Регіон                    | на 11:00 | на 15:00 | на 20:00 |
| ------------------------- | -------- | -------- | -------- |
| Вінницька область         | 20,61    | 48,68    | 66,04    |
| Волинська область         | 21,68    | 53,44    | 71,82    |
| Дніпропетровська область  | 17,45    | 38,33    | 55,47    |
| Донецька область          | 5,24     | 10,78    | 15,10    |
| Житомирська область       | 18,87    | 42,34    | 66,02    |
| Закарпатська область      | 11,70    | 31,81    | 51,08    |
| Запорізька область        | 17,69    | 36,92    | 51,14    |
| Івано-Франківська область | 17,59    | 46,92    | 73,95    |
| Київська область          | 23,27    | 47,37    | 68,39    |
| Кіровоградська область    | 22,05    | 44,21    | 60,25    |
| Луганська область         | 8,94     | 16,86    | 38,94    |
| Львівська область         | 17,10    | 47,74    | 78,20    |
| Миколаївська область      | 19,88    | 36,77    | 51,61    |
| Одеська область           | 12,15    | 30,98    | 46,01    |
| Полтавська область        | 21,05    | 46,00    | 64,67    |
| Рівненська область        | 19,93    | 50,91    | 70,97    |
| Сумська область           | 19,76    | 43,27    | 62,16    |
| Тернопільська область     | 15,09    | 47,38    | 76,63    |
| Харківська область        | 16,58    | 32,92    | 47,90    |
| Херсонська область        | 19,57    | 36,96    | 51,42    |
| Хмельницька область       | 21,37    | 49,90    | 69,61    |
| Черкаська область         | 21,66    | 45,43    | 65,50    |
| Чернівецька область       | 15,06    | 40,48    | 61,54    |
| Чернігівська область      | 21,14    | 44,86    | 64,48    |
| м.Київ                    | 13,18    | 32,20    | 62,70    |
| Україна                   | 17,60    | 40,36    | 59,48    |

## Кандидати

### Зареєстровані
Подання кандидатами документів на реєстрацію почалося 25 лютого і тривало до 30 березня 2014 року. Реєстрація кандидатів тривала до 4 квітня 2014 року.
Протягом травня Зорян Шкіряк (10 травня), Петро Симоненко (16 травня), Олександр Клименко (17 травня) і Василь Цушко (22 травня) заявили, що знімають свої кандидатури. Однак ці заяви не мали жодних юридичних наслідків, оскільки, за законом про вибори Президента України, подати заявку на зняття своєї кандидатури можна було до 2 травня включно. Таким чином їхні прізвища присутні в уже надрукованих бюлетенях. Також ЦВК продовжила реєструвати довірених осіб цих кандидатів навіть після заяв про їхнє зняття.
| Фото | ПІБ                                                   | Суб'єкт висування             | Місце роботи, посада, партійність, місце проживання | Дата реєстрації |
| ---- | ----------------------------------------------------- | ----------------------------- | --- | --------------- |
|      | Богомолець Ольга Вадимівна Відомості про кандидата    | самовисування                 | ПП «Інститут дерматокосметології доктора Богомолець», головний лікар, лікар-дерматовенеролог, безпартійна, проживає в місті Києві | 01.04.2014      |
|      | Бойко Юрій Анатолійович Відомості про кандидата       | самовисування                 | тимчасово не працює, безпартійний, проживає в місті Рубіжному Луганської області | 27.03.2014      |
|      | Гриненко Андрій Валерійович Відомості про кандидата   | самовисування                 | фізична особа-підприємець, безпартійний, проживає в місті Харкові | 31.03.2014      |
|      | Гриценко Анатолій Степанович Відомості про кандидата  | ПП «Громадянська позиція»     | народний депутат України, член політичної партії «Громадянська позиція», проживає в місті Києві | 01.04.2014      |
|      | Добкін Михайло Маркович Відомості про кандидата       | самовисування                 | тимчасово не працює, член Партії регіонів, проживає в місті Харкові | 28.03.2014      |
|      | Клименко Олександр Іванович Відомості про кандидата   | Українська народна партія     | голова Української народної партії, член Української народної партії, проживає в місті Донецьку | 01.04.2014      |
|      | Коновалюк Валерій Ілліч Відомості про кандидата       | самовисування                 | генеральний директор ТОВ «Центр антикризових програм», безпартійний, проживає в місті Києві | 30.03.2014      |
|      | Кузьмін Ренат Равелійович Відомості про кандидата     | самовисування                 | адвокат, безпартійний, проживає в місті Києві | 17.03.2014      |
|      | Куйбіда Василь Степанович Відомості про кандидата     | Народний рух України          | професор кафедри державного управління та місцевого самоврядування Львівського регіонального інституту державного управління Національної академії державного управління при Президентові України, член політичної партії «Народний рух України», проживає в місті Києві | 02.04.2014      |
|      | Ляшко Олег Валерійович Відомості про кандидата        | Радикальна партія Олега Ляшка | народний депутат України, член Радикальної Партії Олега Ляшка, проживає в місті Києві | 31.03.2014      |
|      | Маломуж Микола Григорович Відомості про кандидата     | самовисування                 | радник голови Служби зовнішньої розвідки України, безпартійний, проживає в місті Києві | 31.03.2014      |
|      | Порошенко Петро Олексійович Відомості про кандидата   | самовисування                 | народний депутат України, безпартійний, проживає в місті Києві | 31.03.2014      |
|      | Рабінович Вадим Зіновійович Відомості про кандидата   | самовисування                 | Голова Наглядової ради ТОВ «Ньюс Нетворк», безпартійний, проживає в місті Києві | 28.03.2014      |
|      | Саранов Володимир Георгійович Відомості про кандидата | самовисування                 | генеральний директор ТОВ «Інтерагроекспорт», безпартійний, проживає в місті Києві | 30.03.2014      |
|      | Симоненко Петро Миколайович Відомості про кандидата   | КПУ                           | народний депутат України, член Комуністичної партії України, проживає в місті Києві | 31.03.2014      |
|      | Тимошенко Юлія Володимирівна Відомості про кандидата  | ВО «Батьківщина»              | Голова політичної партії «Всеукраїнське об'єднання „Батьківщина“», член політичної партії «Всеукраїнське об'єднання „Батьківщина“», проживає в місті Дніпропетровську | 31.03.2014      |
|      | Тігіпко Сергій Леонідович Відомості про кандидата     | самовисування                 | народний депутат України, безпартійний, проживає в місті Києві | 28.03.2014      |
|      | Тягнибок Олег Ярославович Відомості про кандидата     | ВО «Свобода»                  | народний депутат України, член політичної партії «Всеукраїнське об'єднання „Свобода“», проживає в місті Києві | 01.04.2014      |
|      | Цушко Василь Петрович Відомості про кандидата         | самовисування                 | тимчасово не працює, безпартійний, проживає в місті Києві | 01.04.2014      |
|      | Шкіряк Зорян Несторович Відомості про кандидата       | самовисування                 | тимчасово не працює, безпартійний, проживає в місті Києві | 02.04.2014      |
|      | Ярош Дмитро Анатолійович Відомості про кандидата      | самовисування                 | тимчасово не працює, член політичної партії «Правий сектор», проживає в місті Дніпродзержинську Дніпропетровської області | 01.04.2014      |

### Зняті кандидатури
До 2 травня включно кандидати могли зняти свої кандидатури. Цим правом скористалося лише двоє кандидатів.
| Фото | ПІБ                                                 | Суб'єкт висування | Місце роботи, посада, партійність, місце проживання                                                                        | Дата реєстрації | Дата зняття кандидатури |
| ---- | --------------------------------------------------- | ----------------- | --- | --------------- | ----------------------- |
|      | Королевська Наталія Юріївна Відомості про кандидата | самовисування     | тимчасово не працює, член Партії Наталії Королевської «Україна — Вперед!», проживає в місті Києві                          | 01.04.2014      | 02.05.2014              |
|      | Царьов Олег Анатолійович Відомості про кандидата    | самовисування     | народний депутат України, безпартійний, проживає в селі Старих Кодаках Дніпропетровського району Дніпропетровської області | 31.03.2014      | 02.05.2014              |

### Відмовлено у реєстрації
ЦВК відмовила в реєстрації низці маловідомих кандидатів, які порушили порядок висунення або їхні документи не відповідали нормам законодавства.

### Політична підтримка кандидатів
Політичні партії, які підтримали зареєстрованих кандидатів на посаду Президента України на виборах 2014 року:
| Кандидат           | Партія |
| Петро Порошенко    | Партія «УДАР», Партія «Солідарність», Політична партія «5.10», Ліберально-демократична партія України, Партія «Об'єднані ліві і селяни», Третя Українська Республіка (Юрій Луценко), Всеукраїнська Асоціація Ветеранів Афганістану |
| Анатолій Гриценко  | ВГО «Громадянська позиція», Селянська партія України |
| Юлія Тимошенко     | Всеукраїнське об'єднання «Батьківщина» |
| Сергій Тігіпко     | частина Партії регіонів |
| Михайло Добкін     | Партія регіонів |
| Олег Ляшко         | Радикальна партія Олега Ляшка |
| Петро Симоненко    | Комуністична партія України |
| Олег Тягнибок      | Всеукраїнське об'єднання «Свобода» |
| Ольга Богомолець   | Соціалістична партія України |
| Дмитро Ярош        | Партія «Правий сектор» |
| Василь Куйбіда     | Народний рух України |
| Олександр Клименко | Українська народна партія |

## Соціологічні опитування

### Перший тур
| Опитування                                                                     | Дата проведення опитування | Порошенко б/п | Кличко УДАР | Тимошенко Батьківщина | Тігіпко б/п | Симоненко КПУ | Гриценко ГП | Ляшко РП | Добкін ПР | Богомолець б/п | Тягнибок Свобода | Ярош ПС | Не визначились | Проти всіх | Не братимуть участі у виборах |
| ------------------------------------------------------------------------------ | -------------------------- | ------------- | ----------- | --------------------- | ----------- | ------------- | ----------- | -------- | --------- | -------------- | ---------------- | ------- | -------------- | ---------- | ----------------------------- |
| Дем. ініціативи, Центр Разумкова [Архівовано 3 лютого 2019 у Wayback Machine.] | 14.05 — 18.05              | 44,6          | ‒           | 8,4                   | 7,0         | 3,1           | 7,5         | 5,4      | 2,6       | 1,7            | 0,7              | 0,5     | 15,3           |            | [ 69 ]                        |
| Соціополіс [неавторитетне джерело]                                             | 10.05 — 14.05              | 28,1          | ‒           | 17,9                  | 9,5         | 2,5           | 4,9         | 5,4      | 2,9       | 2,5            | 1,4              |         | 11,2           |            | 8,7                           |
| СОЦІС                                                                          | 08.05 — 13.05              | 33,9          | ‒           | 6,5                   | 5,6         | 2,3           | 3,6         | 3,8      | 3,2       | 2,1            | 1,6              | 0,7     | 24,4           |            | 11,0                          |
| КМІС                                                                           | 08.05 — 13.05              | 34,0          | ‒           | 5,7                   | 5,5         | 2,1           | 4,2         | 3,0      | 3,6       | 1,3            | 1,1              | 0,2     | 27,1           |            | 10,9                          |
| Рейтинг                                                                        | 08.05 — 13.05              | 34,1          | ‒           | 7,2                   | 6,4         | 2,3           | 4,2         | 5,5      | 3,7       | 2,3            | 1,1              | 0,9     | 18,7           |            | 13,0                          |
| КМІС [Архівовано 19 травня 2014 у Wayback Machine.]                            | 29.04 — 11.05              | 33,7          | ‒           | 5,9                   | 4,1         | 2,4           | 4,0         | 3,3      | 2,6       | 2,1            | 1,1              | 0,6     | 25,4           |            | 13,0                          |
| GFK Ukraine [Архівовано 15 травня 2014 у Wayback Machine.]                     | 06.05 — 08.05              | 40,5          | ‒           | 8,8                   | 9,0         | 2,7           | 5,6         | 6,4      | 3,9       | 4,3            | 1,3              |         | 10,7           |            | 4,7                           |
| Рейтинг [Архівовано 11 травня 2014 у Wayback Machine.]                         | 25.04 — 30.04              | 34,3          | ‒           | 11,1                  | 5,7         | 3,1           | 3,6         | 3,4      | 4,1       | 1,9            | 2,2              | 0,8     | 13,4           |            | 15,0                          |
| Центр Разумкова [Архівовано 6 травня 2014 у Wayback Machine.]                  | 25.04 — 29.04              | 33,3          | ‒           | 10,0                  | 4,9         | 4,1           | 4,0         | 3,7      | 3,4       | 3,0            | 1,2              | 0,7     | 17,1           |            | 11,0                          |
| СОЦІС, КМІС, Рейтинг, Ц.Разумкова                                              | 09.04 — 16.04              | 32,9          | ‒           | 9,5                   | 5,1         | 4,0           | 3,4         | 3,2      | 4,2       | 2,5            | 1,4              | 0,7     | 14,6           | 9,0        | 7,7                           |
| IFES [неавторитетне джерело]                                                   | 08.04 — 15.04              | 35            | ‒           | 10                    | 5           | 2             | 3           | 4        | 3         | 3              |                  |         | 26             |            |                               |
| Рейтинг [Архівовано 11 квітня 2014 у Wayback Machine.] / Ц.Разумкова           | 28.03 — 02.04              | 28,2          | ‒           | 13,0                  | 6,1         | 3,2           | 3,0         | 3,7      | 3,6       | 3,7            | 3,0              | 1,2     | 14,5           | 8,4        | 6,3                           |
| Research&Branding Group [Архівовано 12 квітня 2014 у Wayback Machine.]         | 22.03 — 01.04              | 24,2          | 7,8         | 10,1                  | 6,3         | 2,9           | 3,0         | 3,0      | 3,3       |                | 1,3              |         |                |            |                               |
| IRI / Рейтинг [Архівовано 25 червня 2014 у Wayback Machine.]                   | 14.03 — 26.03              | 21            | 10          | 11                    | 6           | 3             | 3           |          | 3         |                | 3                |         | 13             | 8          | 14                            |
| СОЦІС, КМІС, Рейтинг, Ц.Разумкова                                              | 14.03 — 19.03              | 24,9          | 8,9         | 8,2                   | 7,3         | 3,6           | 3,2         | 3,5      | 4,2       |                | 1,7              | 0,9     | 14,1           | 9,7        | 5,8                           |
| GfK Ukraine [Архівовано 7 квітня 2014 у Wayback Machine.]                      | 04.03 — 18.03              | 23            | 11          | 7                     | 5           | 4             |             | 3        | 3         |                | 1                |         | 33             | 9          | 5,8                           |
| Центр Разумкова [Архівовано 20 березня 2014 у Wayback Machine.]                | 05.03 — 10.03              | 26,2          | 14,8        | 13,1                  | 9,0         | 5,5           |             | 4,2      | 2,2       |                | 3,1              | 1,4     |                |            |                               |
| УІСД [Архівовано 20 березня 2014 у Wayback Machine.]                           | 01.03 — 06.03              | 13,7          | 14,2        | 15,5                  | 11,4        | 6,4           |             | 3,0      |           |                | 3,7              |         | 16,7           |            | 15,4                          |
| СОЦІС                                                                          | 25.02 — 04.03              | 21,2          | 14,6        | 9,7                   | 7,1         | 5,0           |             | 1,0      |           |                | 2,5              | 1,6     | 18,2           |            | 11,4                          |
| КМІС [Архівовано 6 березня 2014 у Wayback Machine.]                            | 28.02 — 03.03              | 19,8          | 12,1        | 8,4                   | 8,0         | 5,0           |             | 0,7      |           |                | 1,7              | -       | 17,7           | 17,6       | 3,2                           |
| Президентські вибори, 2010                                                     | 17.01.2010                 |               |             | 25,1                  | 13,1        | 3,6           | 1,2         |          |           |                | 1,4              |         |                | 2,2        |                               |
| Президентські вибори, 2004                                                     | 31.10.2004                 |               |             |                       |             | 5,0           |             |          |           |                |                  |         |                | 2,0        |                               |

### Другий тур
Динаміка підтримки основних кандидатів у другому турі (серед тих, хто має намір взяти участь у виборах та вже остаточно визначився).
| Опитування                                                               | Дата проведення опитування | Порошенко — Тимошенко | Порошенко — Тимошенко | Порошенко — Тігіпко | Порошенко — Тігіпко |
| ------------------------------------------------------------------------ | -------------------------- | --------------------- | --------------------- | ------------------- | ------------------- |
| Дем.ініціативи, Центр Разумкова                                          | 14.05 — 18.05              | 84,1%                 | 15,9%                 | 82,1%               | 17,9%               |
| СОЦІС, КМІС, Рейтинг                                                     | 08.05 — 13.05              | 83,7%                 | 16,7%                 | 81,5%               | 18,5%               |
| Рейтинг [Архівовано 11 травня 2014 у Wayback Machine.]                   | 25.04 — 30.04              | 78,7%                 | 21,3%                 | 82,1%               | 17,9%               |
| Центр Разумкова [Архівовано 6 травня 2014 у Wayback Machine.]            | 25.04 — 29.04              | 80,3%                 | 19,7%                 | 83,7%               | 16,3%               |
| СОЦІС, КМІС, Рейтинг, Ц.Разумкова                                        | 09.04 — 16.04              | 79,8%                 | 20,2%                 | 80,1%               | 19,9%               |
| Research & Branding Group [Архівовано 12 квітня 2014 у Wayback Machine.] | 22.03 — 01.04              | 72,0%                 | 28,0%                 | 76,9%               | 23,1%               |

| Опитування                                                 | Дата проведення опитування | Кличко — Тимошенко | Кличко — Тимошенко | Порошенко — Тимошенко | Порошенко — Тимошенко | Тимошенко — Тігіпко | Тимошенко — Тігіпко | Кличко — Порошенко | Кличко — Порошенко | Порошенко — Тігіпко | Порошенко — Тігіпко |
| ---------------------------------------------------------- | -------------------------- | ------------------ | ------------------ | --------------------- | --------------------- | ------------------- | ------------------- | ------------------ | ------------------ | ------------------- | ------------------- |
| IRI/Рейтинг [Архівовано 25 червня 2014 у Wayback Machine.] | 14.03 — 26.03              | 56,8%              | 43,2%              | 70,6%                 | 29,3%                 | 69,8%               | 30,2%               | 32,7%              | 67,3%              | 82,1%               | 17,9%               |
| СОЦІС, КМІС, Рейтинг, Ц.Разумкова                          | 14.03 — 19.03              |                    |                    | 80,0%                 | 20,0%                 |                     |                     | 26,3%              | 73,7%              | 77,9%               | 22,1%               |
| УІСД [Архівовано 20 березня 2014 у Wayback Machine.]       | 01.03 — 06.03              | 60,5%              | 39,5%              | 61,0%                 | 39,0%                 | 58,7%               | 41,3%               | 50,6%              | 49,4%              |                     |                     |

## Екзит-поли

### Національний екзит-пол
У день виборів Консорціум «Національний екзит-пол 2014», до якого входять Фонд «Демократичні ініціативи імені Ілька Кучеріва», Київський міжнародний інститут соціології (КМІС) та Український центр економічних і політичних досліджень імені Олександра Разумкова, провели Національний екзит-пол 2014.
Генеральна сукупність екзит-полу — виборці, які проголосували на виборчих дільницях на території України (крім спеціальних дільниць — лікарні, тюрми, військові частини, закордонні дільниці). Вибірка була репрезентативною для України в цілому й для її 4 регіонів (Захід, Центр, Схід, Південь). Результати опитування представлені в загальнонаціональному масштабі та в розрізі чотирьох макрорегіонів:
- кількість виборчих дільниць, де відбулося опитування в рамках Національного екзит-полу — 400;
- обсяг вибірки — близько 17 000 респондентів (залежно від явки);
- середня кількість опитаних на кожній дільниці — приблизно 45.

Оприлюднення результатів Національного екзит-полу-2014:
- 14.00 — прес-конференція, присвячена поточному звітуванню про перебіг процесу опитування респондентів.
- 19.45 — початок прес-конференції.
- 20.01 — оприлюднення на прес-конференції попередніх результатів відразу по закритті виборчих дільниць, на основі даних, що були зібрані за дві години до закінчення голосування і продиктовані телефоном.
- 23.00 — прес-конференція за три години після закриття дільниць з оприлюдненням оновлених даних, зібраних на дільницях, де робота тривала до закриття дільниць (теж продиктованих телефоном)[71].

Попередні результати національного екзит-полу:
| Кандидат          | Україна, % | Україна (за винятком Донбасу), % |
| ----------------- | ---------- | -------------------------------- |
| Петро Порошенко   | 55,9       | 56,4                             |
| Юлія Тимошенко    | 12,2       | 13,0                             |
| Олег Ляшко        | 8,0        | 8,1                              |
| Анатолій Гриценко | 6,3        | 6,3                              |
| Сергій Тігіпко    | 4,7        | 4,5                              |
| Михайло Добкін    | 2,1        | 2,0                              |
| Ольга Богомолець  | 1,9        | 1,9                              |
| Вадим Рабинович   | 1,9        | 1,9                              |
| Олег Тягнибок     | 1,3        | 1,4                              |
| Петро Симоненко   | 1,1        | 1,0                              |
| Дмитро Ярош       | 0,9        | 1,0                              |

Остаточні результати національного екзит-полу:
| Кандидат          | Україна, % | Україна (за винятком Донбасу), % |
| ----------------- | ---------- | -------------------------------- |
| Петро Порошенко   | 55,7       | 56,2                             |
| Юлія Тимошенко    | 12,8       | 13,0                             |
| Олег Ляшко        | 8,1        | 8,2                              |
| Анатолій Гриценко | 6,3        | 6,3                              |
| Сергій Тігіпко    | 4,8        | 4,6                              |
| Михайло Добкін    | 2,1        | 2,0                              |
| Ольга Богомолець  | 2,0        | 2,0                              |
| Вадим Рабинович   | 2,0        | 1,9                              |
| Олег Тягнибок     | 1,3        | 1,4                              |
| Петро Симоненко   | 1,1        | 1,0                              |
| Дмитро Ярош       | 1,0        | 1,0                              |

### Телевізійний екзит-пол
Всеукраїнський телевізійний екзитпол провела компанія «TNS в Україні» на замовлення чотирьох телеканалів — ICTV, «1+1», ТРК «Україна» та «Інтеру». Загалом планувалося опитати 20 тис. респондентів на 610 виборчих дільницях. До вибірки не потрапив Крим, а також деякі міста на сході України, зокрема, Краматорськ, Слов'янськ та Нікополь. Результати цього опитування були оголошені на зазначених телеканалах о 20.00 25 травня.
Попередні результати телевізійного екзит-полу:
| кандидат          | Україна, % |
| ----------------- | ---------- |
| Петро Порошенко   | 57,3       |
| Юлія Тимошенко    | 12,4       |
| Олег Ляшко        | 8,7        |
| Анатолій Гриценко | 6,0        |

### Екзит-пол «Савік Шустер Студії»
Згідно з даними екзит-полу, проведеного соціологічною службою «Савік Шустер Студії», дострокові вибори президента України відбулися в один тур. За їх результатами кандидати отримали такі результати:
| кандидат          | Україна, % |
| ----------------- | ---------- |
| Петро Порошенко   | 55,7       |
| Юлія Тимошенко    | 12,9       |
| Олег Ляшко        | 8,8        |
| Анатолій Гриценко | 6,0        |
| Сергій Тігіпко    | 4,6        |
| Михайло Добкін    | 2,7        |
| Ольга Богомолець  | 2,1        |
| Олег Тягнибок     | 1,3        |
| Петро Симоненко   | 1,2        |
| Дмитро Ярош       | 1,1        |

## Результати
Результати голосування по Україні після опрацювання 100 % виборчих протоколів. Кількість виборців, які взяли участь у голосуванні по Україні, становить 18 019 504:
| Кандидат           | % голосів | кількість голосів |
| ------------------ | --------- | ----------------- |
| Петро Порошенко    | 54,70     | 9 857 308         |
| Юлія Тимошенко     | 12,81     | 2 310 050         |
| Олег Ляшко         | 8,32      | 1 500 377         |
| Анатолій Гриценко  | 5,48      | 989 029           |
| Сергій Тігіпко     | 5,23      | 943 430           |
| Михайло Добкін     | 3,03      | 546 138           |
| Вадим Рабінович    | 2,25      | 406 301           |
| Ольга Богомолець   | 1,91      | 345 384           |
| Петро Симоненко    | 1,51      | 272 723           |
| Олег Тягнибок      | 1,16      | 210 476           |
| Дмитро Ярош        | 0,70      | 127 772           |
| Андрій Гриненко    | 0,40      | 73 277            |
| Валерій Коновалюк  | 0,38      | 69 572            |
| Юрій Бойко         | 0,19      | 35 928            |
| Микола Маломуж     | 0,13      | 23 771            |
| Ренат Кузьмін      | 0,10      | 18 689            |
| Василь Куйбіда     | 0,06      | 12 391            |
| Олександр Клименко | 0,05      | 10 542            |
| Василь Цушко       | 0,05      | 10 434            |
| Володимир Саранов  | 0,03      | 6232              |
| Зорян Шкіряк       | 0,02      | 5021              |
| визнані недійсними | 1,35      | 244 659           |
| Всього             | 100       | 18 019 504        |

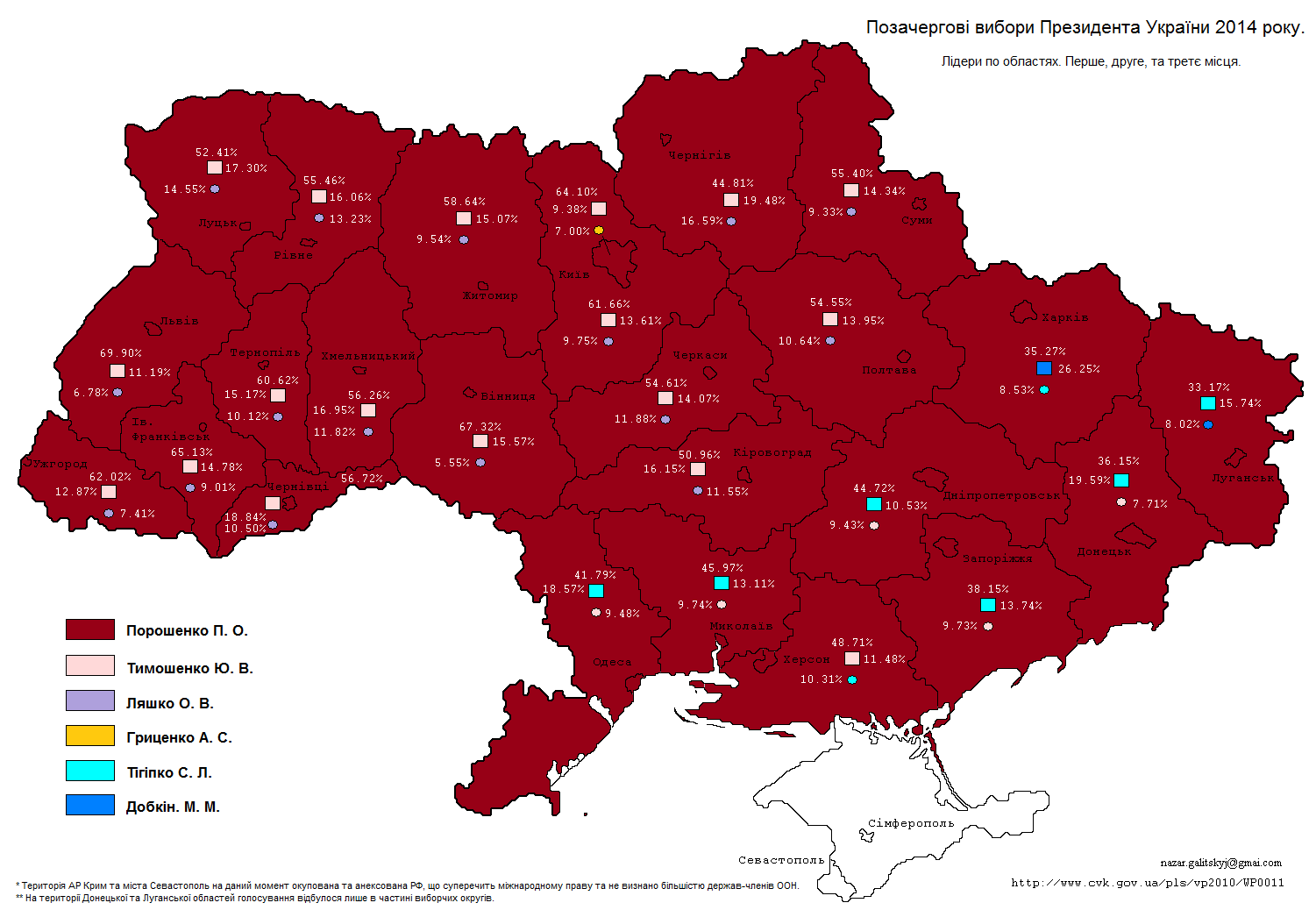
Вибори Президента України 2014. Лідери за областями. Перше, друге та третє місце.

Після половини опрацьованих бюлетенів, найвищий результат Петра Порошенка зафіксований у Львівській (70,2 %), Вінницькій (66,1 %) та Івано-Франківській (64,9 %) областях.
Найвищий результат Юлії Тимошенко — у Чернігівській (22,2 %), Чернівецькій (19,6 %) та Хмельницькій (17,4 %) областях.
Найвищий результат Олега Ляшка — у Чернігівській (18,5 %), Волинській (14,2 %) та Рівненській (13,3 %) областях.
Анатолій Гриценко отримав найбільше у Черкаській (9,7 %), Тернопільській (7,8 %) областях та місті Києві (6,9 %).
Найвища підтримка Сергія Тігіпка була зафіксована у Донецькій (20,4 %), Одеській (18,4 %) та Луганській (17,3 %) областях.
Вибори відбулися у 189 округах, з них у 185 перемагає Порошенко, в одному Добкін, ще по трьох округах дані електронних протоколів відсутні.
|                       |  |                       |  |                      |  |
| ↑ Порошенко (54.70 %) |  | ↑ Тимошенко (12.81 %) |  | ↑ Ляшко (8.32 %)     |  |
|                       |  |                       |  |                      |  |
| ↑ Гриценко (5.48 %)   |  | ↑ Тігіпко (5.23 %)    |  | ↑ Добкін (3.03 %)    |  |
|                       |  |                       |  |                      |  |
| ↑ Рабінович (2.25 %)  |  | ↑ Богомолець (1.91 %) |  | ↑ Симоненко (1.51 %) |  |
|                       |  |                       |  |                      |  |
| ↑ Тягнибок (1.16 %)   |  | ↑ Ярош (0.70 %)       |  | ↑ Гриненко (0.40 %)  |  |
|                       |  |                       |  |                      |  |
| ↑ Коновалюк (0.38 %)  |  | ↑ Бойко (0.19 %)      |  | ↑ Маломуж (0.13 %)   |  |
|                       |  |                       |  |                      |  |
| ↑ Кузьмін (0.10 %)    |  | ↑ Куйбіда (0.06 %)    |  | ↑ Клименко (0.05 %)  |  |
|                       |  |                       |  |                      |  |
| ↑ Цушко (0.05 %)      |  | ↑ Саранов (0.03 %)    |  | ↑ Шкіряк (0.02 %)    |  |

## Виборчі округи

### Територіальні виборчі округи

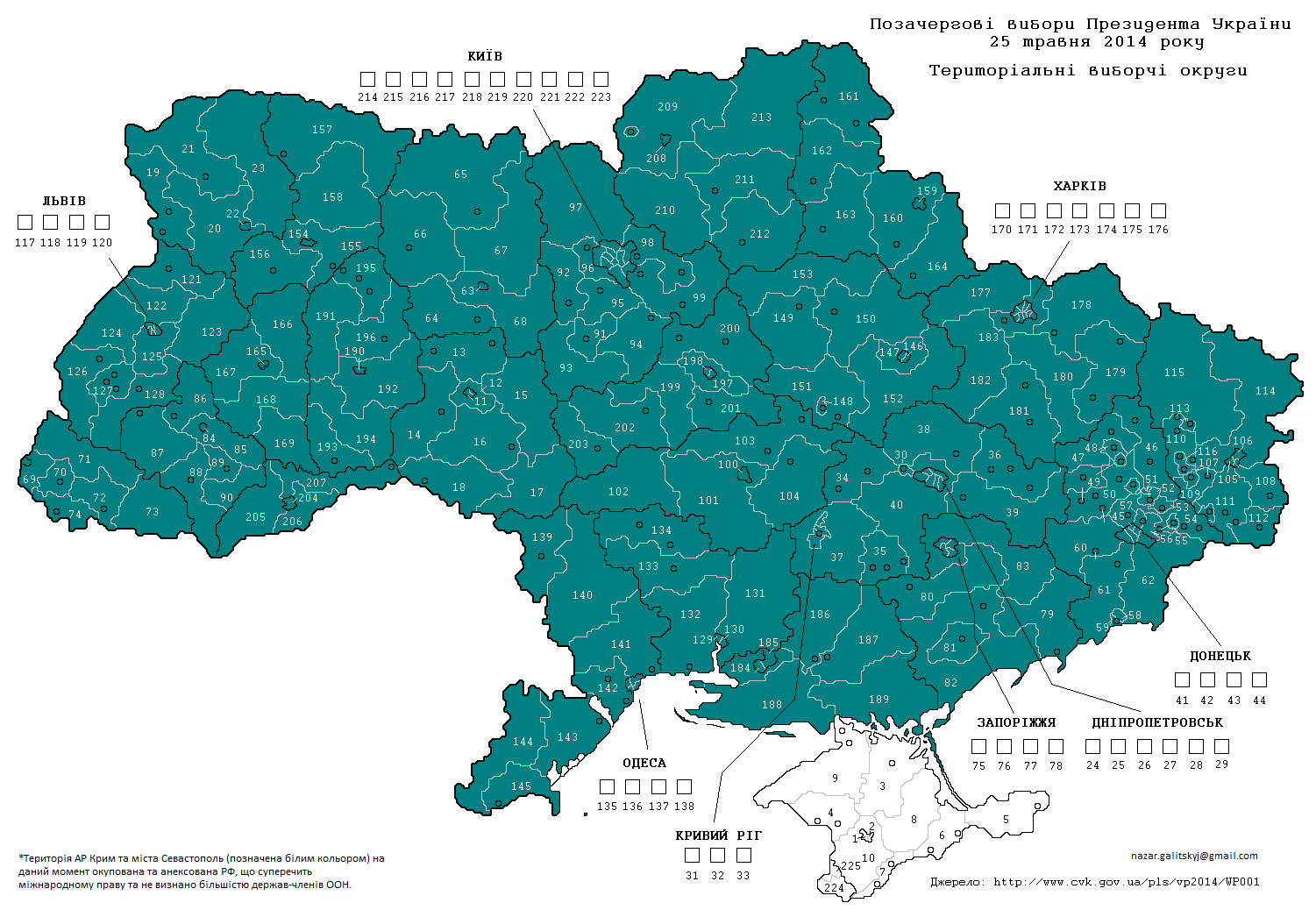
Карта територіальних виборчих округів

Відповідно до постанови Центральної виборчої комісії від 19 жовтня 2009 року № 159, на території України утворено 225 виборчих округів для забезпечення проведення виборів Президента України. Окрім цих 225 існує також Закордонний виборчий округ. На основі цього рішення ЦВК сформульований Перелік територіальних виборчих округів (ТВО), що використовуються для проведення позачергових виборів Президента України 25 травня 2014 року.

## Спостерігачі

### Громадські організації
Станом на 25 травня про своє бажання проводити спостереження на виборах заявили 10 громадських організацій:
| Назва громадської організації                 | Територія спостереження             |
| ВГО «Громадянська мережа „Опора“»             | Україна                             |
| ВГО «Інститут приватного та публічного права» | Україна                             |
| ВГО «Комітет виборців України»                | Україна                             |
| ГО «Буковинський центр»                       | Україна                             |
| ГО «За народовладдя»                          | Київ                                |
| ГО «За нове суспільство»                      | Львівська обл.                      |
| ГО «Інститут медіа права»                     | Україна, Закордонний виборчий округ |
| ГО «Концепт груп»                             | Київ                                |
| ГО «УДАР Віталія Кличка»                      | 24 регіони України                  |
| ГО «Буковинський центр виборчих технологій»   | Чернівецька обл.                    |

### Міжнародні
Офіційні спостерігачі від іноземних держав, зареєстровані станом на 20 травня:
| Держава            | Кількість спостерігачів |
| Польща             | 61                      |
| США                | 38                      |
| Литва              | 31                      |
| Данія              | 28                      |
| Угорщина           | 22                      |
| Чехія              | 12                      |
| Словаччина         | 10                      |
| Туреччина          | 10                      |
| Швеція             | 10                      |
| Велика Британія    | 9                       |
| Нідерланди         | 8                       |
| Норвегія           | 8                       |
| Естонія            | 7                       |
| Франція            | 7                       |
| Японія             | 7                       |
| Іспанія            | 5                       |
| Канада             | 4                       |
| Німеччина          | 3                       |
| Казахстан          | 2                       |
| Загальна кількість | 282                     |

Офіційні спостерігачі від міжнародних організацій, зареєстровані станом на 20 травня:
| Назва міжнародної організації                                                                 | Кількість спостерігачів |
| Бюро демократичних інститутів і прав людини Організації з безпеки та співробітництва в Європі | 1056                    |
| Європейська платформа за демократичні вибори                                                  | 823                     |
| Європейська мережа організацій зі спостереження за виборами (ENEMO)                           | 382                     |
| Світовий Конґрес Українців                                                                    | 236                     |
| Український конґресовий комітет Америки                                                       | 222                     |
| Канадська місія спостереження за виборами (CANEOM)                                            | 157                     |
| Парламентська асамблея Організації з безпеки і співробітництва в Європі                       | 156                     |
| Комітет «За відкриту демократію»                                                              | 77                      |
| Національний Демократичний Інститут Міжнародних Відносин                                      | 51                      |
| Парламентська асамблея Ради Європи                                                            | 50                      |
| Асоціація генеральних штатів Європи — Європейський студентський форум                         | 21                      |
| Міжнародний Республіканський Інститут (МРІ)                                                   | 20                      |
| Парламентська асамблея НАТО                                                                   | 20                      |
| Міжнародна організація «Європейський центр геополітичного аналізу»                            | 19                      |
| Європейський парламент                                                                        | 13                      |
| Парламентська Асамблея Організації за Демократію та Економічний Розвиток — ГУАМ               | 6                       |
| Міжнародна комісія з прав людини IHRC                                                         | 4                       |
| Парламентська Асамблея Чорноморського Економічного Співробітництва                            | 4                       |
| Фонд Конрада Аденауера                                                                        | 4                       |
| Фонд розвитку інститутів громадянського суспільства «Народна дипломатія»                      | 4                       |
| Загальна кількість                                                                            | 3325                    |

## Провокації
Перший канал Росії одразу ж після завершення голосування показав відеосюжет, в якому в Україні перемогу у президентських виборах «здобув» кандидат від «Правого сектору» Дмитро Ярош. Про це оголосила ведуча у прямому ефірі, посилаючись на «дані, які з'явилися на сайті ЦВК декілька хвилин тому». На скриншоті з нібито сайту ЦВК України, де не позначено ні кількості оброблених протоколів, ні кількості громадян, котрі проголосували, вказувалось, що Ярош перемагає з 37 % голосів. Укрінформ з посиланням на джерело в СБУ повідомив, що це зовсім не помилка, а провокація і елемент невдалої спецоперації російських спецслужб в інформаційній війні проти України. СБУ та Держспецзв'язок разом з українськими IT-фахівцями виявили та знешкодили комп'ютерний вірус, котрий мав спрацювати у період підрахунку голосів на сайті ЦВК і показати переможцем виборів Дмитра Яроша з 37 % і еквівалентом 19 млн виборців. Вірус було знешкоджено за 40 хвилин до 20.00 — моменту закінчення голосування та прес-конференцій з ЦВК і оголошень екзит-полів та виходу сюжету ОРТ в ефір, і про це не встигли дізнатися у Москві. Тримісячна кампанія російських ЗМІ з демонізації особи Яроша як очевидний привід для прямого введення російських військ в Україну були знешкоджені.

### Постанови ЦВК
1. ↑  Постанова Центральної виборчої комісії від 01.04.2014 року № 147 «Про реєстрацію кандидата на пост Президента України Богомолець Ольги Вадимівни на позачергових виборах Президента України 25 травня 2014 року»
2. ↑  Постанова Центральної виборчої комісії від 27.03.2014 року № 97 «Про реєстрацію кандидата на пост Президента України Бойка Юрія Анатолійовича на позачергових виборах Президента України 25 травня 2014 року»
3. 1 2  Постанова Центральної виборчої комісії від 15 квітня 2014 року № 277 «Про внесення змін до деяких постанов Центральної виборчої комісії»
4. ↑  Постанова Центральної виборчої комісії від 31.03.2014 року № 138 «Про реєстрацію кандидата на пост Президента України Гриненка Андрія Валерійовича на позачергових виборах Президента України 25 травня 2014 року»
5. ↑  Постанова Центральної виборчої комісії від 01.04.2014 року № 151 «Про реєстрацію кандидата на пост Президента України Гриценка Анатолія Степановича на позачергових виборах Президента України 25 травня 2014 року»
6. ↑  Постанова Центральної виборчої комісії від 28.03.2014 року № 103 «Про реєстрацію кандидата на пост Президента України Добкіна Михайла Марковича на позачергових виборах Президента України 25 травня 2014 року»
7. ↑  Постанова Центральної виборчої комісії від 01.04.2014 року № 157 «Про реєстрацію кандидата на пост Президента України Клименка Олександра Івановича на позачергових виборах Президента України 25 травня 2014 року»
8. ↑  Постанова Центральної виборчої комісії від 30.03.2014 року № 122 «Про реєстрацію кандидата на пост Президента України Коновалюка Валерія Ілліча на позачергових виборах Президента України 25 травня 2014 року»
9. ↑  Постанова Центральної виборчої комісії від 17.03.2014 року № 46 «Про реєстрацію кандидата на пост Президента України Кузьміна Рената Равелійовича на позачергових виборах Президента України 25 травня 2014 року»
10. ↑  Постанова Центральної виборчої комісії від 02.04.2014 року № 168 «Про реєстрацію кандидата на пост Президента України Куйбіди Василя Степановича на позачергових виборах  Президента України 25 травня 2014 року»
11. ↑  Постанова Центральної виборчої комісії від 31.03.2014 року № 128 «Про реєстрацію кандидата на пост Президента України Ляшка Олега Валерійовича на позачергових виборах Президента України 25 травня 2014 року»
12. ↑  Постанова Центральної виборчої комісії від 31.03.2014 року № 130 «Про реєстрацію кандидата на пост Президента України Маломужа Миколи Григоровича на позачергових виборах Президента України 25 травня 2014 року»
13. ↑  Постанова Центральної виборчої комісії від 31.03.2014 року № 136 «Про реєстрацію кандидата на пост Президента України Порошенка Петра Олексійовича на позачергових виборах Президента України 25 травня 2014 року»
14. ↑  Постанова Центральної виборчої комісії від 28.03.2014 року № 99 «Про реєстрацію кандидата на пост Президента України Рабіновича Вадима Зіновійовича на позачергових виборах Президента України 25 травня 2014 року»
15. ↑  Постанова Центральної виборчої комісії від 30.03.2014 року № 120 «Про реєстрацію кандидата на пост Президента України Саранова Володимира Георгійовича на позачергових виборах Президента України 25 травня 2014 року»
16. ↑  Постанова Центральної виборчої комісії від 31.03.2014 року № 134 «Про реєстрацію кандидата на пост Президента України Симоненка Петра Миколайовича на позачергових виборах Президента України 25 травня 2014 року»
17. ↑  Постанова Центральної виборчої комісії від 31.03.2014 року № 132 «Про реєстрацію кандидата на пост Президента України Тимошенко Юлії Володимирівни на позачергових виборах Президента України 25 травня 2014 року»
18. ↑  Постанова Центральної виборчої комісії від 28.03.2014 року № 101 «Про реєстрацію кандидата на пост Президента України Тігіпка Сергія Леонідовича на позачергових виборах Президента України 25 травня 2014 року»
19. ↑  Постанова Центральної виборчої комісії від 01.04.2014 року № 155 «Про реєстрацію кандидата на пост Президента України Тягнибока Олега Ярославовича на позачергових виборах Президента України 25 травня 2014 року»
20. ↑  Постанова Центральної виборчої комісії від 01.04.2014 року № 159 «Про реєстрацію кандидата на пост Президента України Цушка Василя Петровича на позачергових виборах Президента України 25 травня 2014 року»
21. ↑  Постанова Центральної виборчої комісії від 02.04.2014 року № 170 «Про реєстрацію кандидата на пост Президента України Шкіряка Зоряна Несторовича на позачергових виборах Президента України 25 травня 2014 року»
22. ↑  Постанова Центральної виборчої комісії від 01.04.2014 року № 153 «Про реєстрацію кандидата на пост Президента України Яроша Дмитра Анатолійовича на позачергових виборах Президента України 25 травня 2014 року»
23. ↑  Постанова Центральної виборчої комісії від 01.04.2014 року № 149 «Про реєстрацію кандидата на пост Президента України Королевської Наталії Юріївни на позачергових виборах Президента України 25 травня 2014 року»
24. ↑  Постанова Центральної виборчої комісії від 31.03.2014 року № 140 «Про реєстрацію кандидата на пост Президента України Царьова Олега Анатолійовича на позачергових виборах Президента України 25 травня 2014 року»
25. ↑  Постанова Центральної виборчої комісії від 16.04.2014 року № 289 «Про внесення змін до постанови Центральної виборчої комісії від 31 березня 2014 року № 140 "Про реєстрацію кандидата на пост Президента України Царьова Олега Анатолійовича на позачергових виборах Президента України 25 травня 2014 року"»
26. ↑  Постанова Центральної виборчої комісії від 28 березня 2014 року № 109 «Про відмову Аббасову З. Д. у реєстрації кандидатом на пост Президента України»
27. ↑  Постанова Центральної виборчої комісії від 4 березня 2014 року № 29 «Про відмову Бурнашовій О. М. у реєстрації кандидатом на пост Президента України»
28. ↑  Постанова Центральної виборчої комісії від 2 квітня 2014 року № 174 «Про відмову Велідченку В. І. в реєстрації кандидатом на пост Президента України»
29. ↑  Постанова Центральної виборчої комісії від 3 квітня 2014 року № 195 «Про відмову в реєстрації Вейдера Д. О. кандидатом на пост Президента України»
30. ↑  Постанова Центральної виборчої комісії від 3 квітня 2014 року № 187 «Про відмову Іваницькому Ю. П. в реєстрації кандидатом на пост Президента України»
31. ↑  Постанова Центральної виборчої комісії від 1 квітня 2014 року № 163 «Про відмову Костів Г. П. у реєстрації кандидатом на пост Президента України»
32. ↑  Постанова Центральної виборчої комісії від 10 березня 2014 року № 38 «Про відмову Кучерявенку О. В. у реєстрації кандидатом на пост Президента України»
33. ↑  Постанова Центральної виборчої комісії від 31 березня 2014 року № 142 «Про відмову Лаврентіву-Фурдасу Б. В. у реєстрації кандидатом на пост Президента України»
34. ↑  Постанова Центральної виборчої комісії від 27 березня 2014 року № 80 «Про відмову Максименку Л. В. у реєстрації кандидатом на пост Президента України»
35. ↑  Постанова Центральної виборчої комісії від 17 березня 2014 року № 48 «Про відмову Марінічу В. К. у реєстрації кандидатом на пост Президента України»
36. ↑  Постанова Центральної виборчої комісії від 28 березня 2014 року № 106 «Про відмову Марінічу В. К. у реєстрації кандидатом на пост Президента України»
37. ↑  Постанова Центральної виборчої комісії від 1 квітня 2014 року № 165 «Про відмову Марінічу В. К. у реєстрації кандидатом на пост Президента України»
38. ↑  Постанова Центральної виборчої комісії від 31 березня 2014 року № 143 «Про відмову Метальнікову А. І. в реєстрації кандидатом на пост Президента »
39. ↑  Постанова Центральної виборчої комісії від 17 березня 2014 року № 49 «Про відмову Махлаю А. Ф. у реєстрації кандидатом на пост Президента України»
40. ↑  Постанова Центральної виборчої комісії від 1 квітня 2014 року № 163 «Про відмову Мірошніченку Д. Л. у реєстрації кандидатом на пост Президента України»
41. ↑  Постанова Центральної виборчої комісії від 28 березня 2014 року № 105 «Про відмову Мірошніченку Д. Л. у реєстрації кандидатом на пост Президента України»
42. ↑  Постанова Центральної виборчої комісії від 3 квітня 2014 року № 188 «Про заяву Овчарука А. І., зареєстровану в Центральній виборчій комісії 31 березня 2014 року за № 21-36-2572»
43. ↑  Постанова Центральної виборчої комісії від 2 квітня 2014 року № 175 «Про відмову Омельченку О. М. у реєстрації кандидатом на пост Президента України»
44. ↑  Постанова Центральної виборчої комісії від 28 березня 2014 року № 108 «Про відмову в реєстрації Оноприюк Т. Г. кандидатом на пост Президента України»
45. ↑  Постанова Центральної виборчої комісії від 28 березня 2014 року № 107 «Про відмову Рекалу П. Я. в реєстрації кандидатом на пост Президента України»
46. ↑  Постанова Центральної виборчої комісії від 27 березня 2014 року № 79 «Про відмову Рожновій Л. В. у реєстрації кандидатом на пост Президента України»
47. ↑  Постанова Центральної виборчої комісії від 3 квітня 2014 року № 186 «Про відмову Тереховій Є. О. в реєстрації кандидатом на пост Президента України»
48. ↑  Постанова Центральної виборчої комісії від 1 квітня 2014 року № 162 «Про відмову Товтрівській О. О. у реєстрації кандидатом на пост Президента України»
49. ↑  Постанова Центральної виборчої комісії від 10 березня 2014 року № 39 «Про відмову Чопею В. В. у реєстрації кандидатом на пост Президента України»
50. ↑  Постанова Центральної виборчої комісії від 2 квітня 2014 року № 173 «Про відмову Щетиніну С. М. у реєстрації кандидатом на пост Президента України»
51. ↑  Постанова Центральної виборчої комісії від 19 жовтня 2009 року № 159 «Про утворення територіальних виборчих округів для проведення виборів Президента України 17 січня 2010 року в Автономній Республіці Крим, областях, містах Києві та Севастополі»